# Императрица (карта Таро)

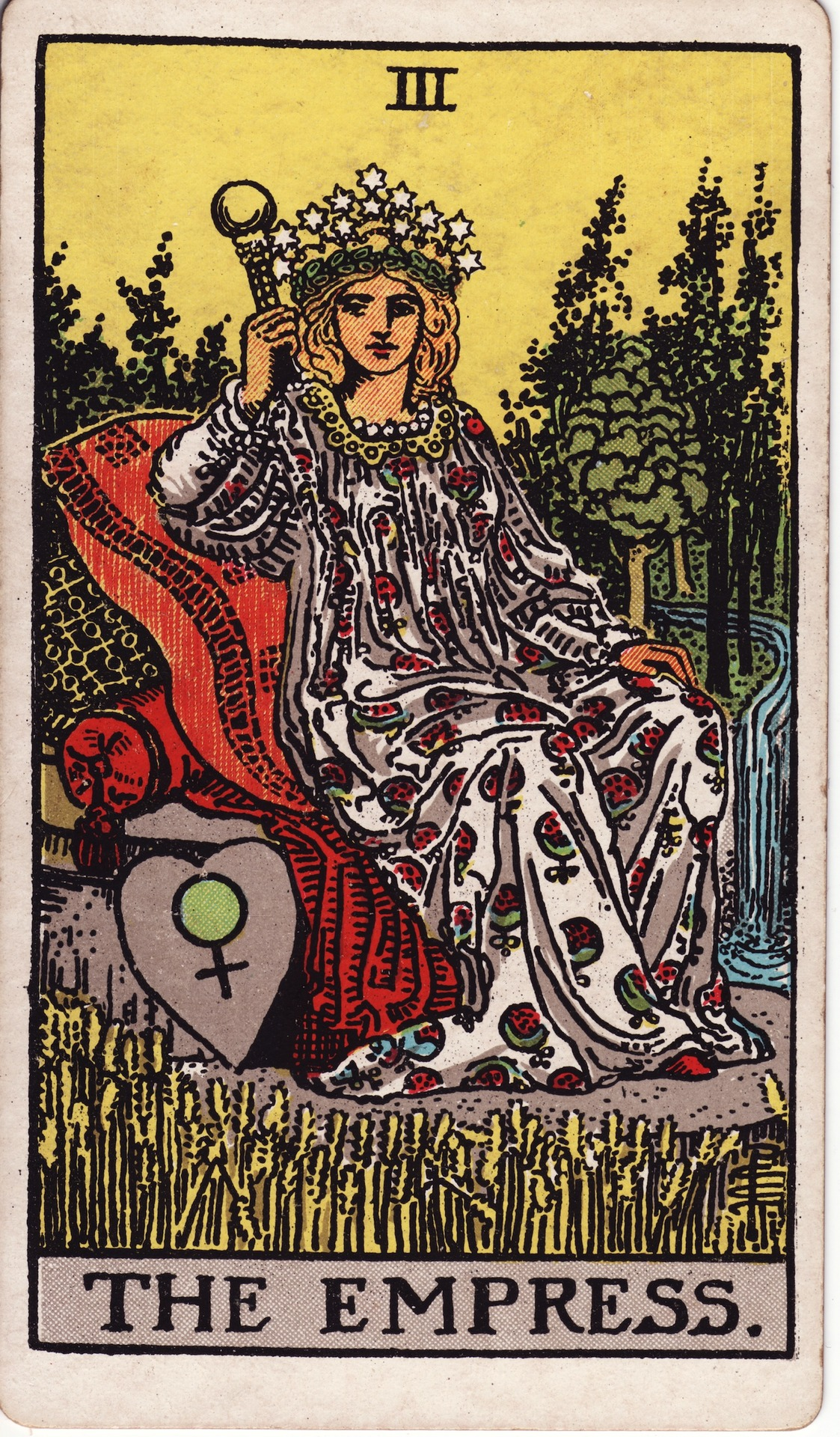
Таро Райдера — Уэйта

Императрица или хозяйка — карта № 3 старших арканов колоды Таро.

## Сюжет карты
На карте изображена величественная женщина, сидящая на троне. У неё символы царской власти: корона, держава и скипетр, геральдический щит с гербовым орлом. (Изображение символов неестественно: на картах держава приделана к концу скипетра, а орёл изображён на щите; однако в реальности держава не крепится на конце скипетра, а орёл в виде фигурки обычно венчает скипетр.)
На картах, начиная с Уэйта и Папюса, изображается «зеркало Венеры» — астрологический символ Венеры, он же гендерный символ женского пола. Этим подразумевается, что архетип карты символизирует идеал женщины. Папюс считал женщину на этой карте — Исидой-Уранией (Небесной).
- На Таро Райдера-Уэйта женщина изображена как Венера — римская богиня цветущих садов и процветания. Кроме символа Венеры, вокруг женщины изображена бурная растительность, и на ней одето платье «в цветочек» с изображениями, совмещающими символ розы и символ Венеры. На голове женщины диадема с 12-ю белыми гексаграммами (шестиконечными звёздами). Это одна из немногих карт колоды Уэйта, имеющая астрологическую символику. Карта очевидно похожа на IX Пентаклей и Даму этой же колоды.

## Соответствия в классических колодах
| Колода | № | Буква иврита | Символ (астрология, стихия) | Оригинальное название |
| --- | - | ------------ | --------------------------- | --------------------- |
| Таро Папюса                                                                                                | 3 | ג            | Венера                      |                       |
| Таро Райдера-Уэйта                                                                                         |   |              |                             | The Empress           |
| Таро Тота                                                                                                  | 3 |              | Венера                      | The Empress           |
| Египетское Таро                                                                                            |   |              |                             |                       |
| Марсельское Таро, Фламандское Таро Ванденборре (1780) Таро Ломбардии (1810), Таро Карло Делло Рокка (1835) |   |              |                             | L’Imperatrice         |